# Serra da Canastra
Serra da Canastra je pohoří nacházející se ve státě Minas Gerais na jihovýchodě Brazílie. Pramení zde řeky São Francisco a Paranaiba, část pohoří pokrývá Národní park Serra da Canastra. Nachází se tu také vodopád Casca d'Anta. Výška pohoří kolísá mezi 900 metry až 1 496 metry. Naleziště kimberlitu se ukázala být bohatým zdrojem diamantů.